# Copa Africana de Naciones 2025
La Copa Africana de Naciones de 2025 será la 35.ª edición del mayor torneo internacional de selecciones del continente africano, que se desarrollará en Marruecos. Se suponía que el torneo se celebraría en junio-julio de 2025, sin embargo, debido a la formación de la Copa Mundial de Clubes de la FIFA ampliada prevista para junio-julio de 2025, la AFCON 2025 se celebrará entre el 21 de diciembre de 2025 y el 18 de enero de 2026.
Esta edición del torneo será la segunda que se llevará a cabo en el verano del hemisferio norte desde la edición de 2019 en Egipto para reducir los conflictos de programación con los equipos y competiciones de clubes europeos. La edición anterior, en el año 2023, se trasladó a enero y febrero de 2024 debido a las adversas condiciones climáticas del verano en Costa de Marfil.
Guinea era la sede original de esta edición del torneo, pero la CAF le quitó los derechos de sede tras afirmar que no había realizado los preparativos adecuados para albergar el torneo. Tras un segundo proceso de licitación, Marruecos obtuvo los derechos de sede.

## Elección del país anfitrión

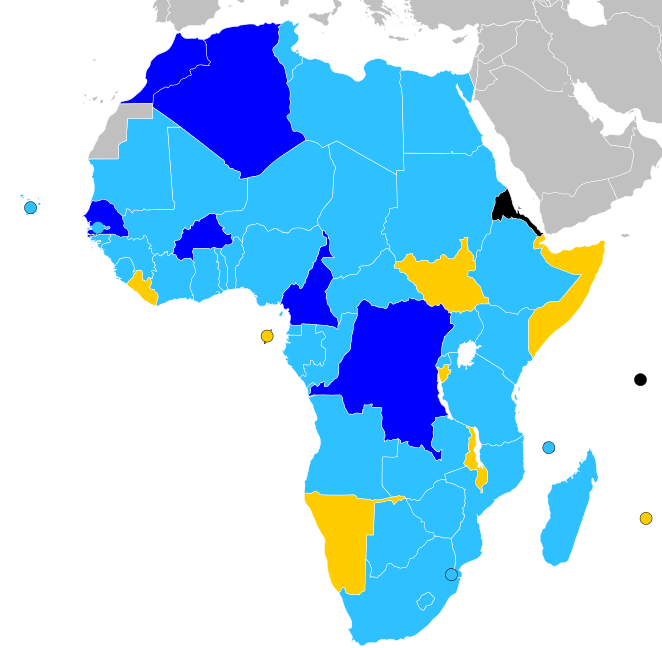
Situación de los países respecto a la clasificación.
Clasificado
Eliminado
Retirado, descalificado o no participó
No es parte de la CAF

| Clasificado | Eliminado |

### Cambio de sede
La CAF despojó a Camerún de la organización de la edición de 2019 el 30 de noviembre de 2018 debido a la falta de velocidad en los preparativos, pero aceptó la solicitud del expresidente de la CAF, Ahmad Ahmad, de organizar la próxima edición en 2021. En consecuencia, los anfitriones originales de 2021, Costa de Marfil, se convirtieron en anfitriones de la edición de 2023 y, en cambio, Guinea fue sede de la edición de 2025. El presidente de la CAF confirmó el cambio de calendario después de una reunión con el presidente de Costa de Marfil, Alassane Ouattara, en Abiyán, Costa de Marfil, el 30 de enero de 2019.

### Nueva sede
El 30 de septiembre de 2022, el presidente de la CAF, Dr. Patrice Motsepe, anunció que Guinea había sido despojada de ser sede de la edición de 2025 debido a la insuficiencia y la rapidez del progreso en los preparativos para albergar la edición. En consecuencia, se reabrió un nuevo proceso para buscar un postor anfitrión sustituto. Aunque la designación de sede para las ediciones de 2025 y 2027 debía realizarse el 15 de agosto de 2023, no se hizo en ese momento.

### Candidaturas
- Argelia[16]
- Marruecos[17]
- Nigeria y Benín[18]
- Zambia[19]

Cronogramas del proceso de licitación:
- 11 de noviembre de 2022: Fecha límite para la presentación del formulario de Declaración de Interés
- 16 de noviembre de 2022: Fecha límite para que la CAF envíe los documentos de hospedaje a las Asociaciones Miembro que hayan manifestado su interés.
- 16 de diciembre de 2022: fecha límite para que las asociaciones miembro presenten su oferta final, incluidos todos los documentos de licitación y hospedaje (acuerdo de hospedaje, acuerdo de ciudades anfitrionas, garantías gubernamentales)
- 20 de marzo a 2 de abril de 2023: visitas de inspección
- 27 de septiembre de 2023: Nombramiento del país o países sede por parte del Comité Ejecutivo de la CAF.[20]

## Sedes
En total fueron designados por parte de los organizadores nueve estadios, siendo estos los siguientes:
| Marruecos                                    | Marruecos             | Marruecos                 | Marruecos          |
| Tánger Rabat Casablanca Fez Marrakech Agadir | Tánger                | Rabat                     | Casablanca         |
| -------------------------------------------- | --------------------- | ------------------------- | ------------------ |
| Tánger Rabat Casablanca Fez Marrakech Agadir | Estadio Ibn Battouta  | Estadio Moulay Abdellah   | Estadio Mohammed V |
| Tánger Rabat Casablanca Fez Marrakech Agadir | Capacidad: 70 000     | Capacidad: 65 000         | Capacidad: 45 891  |
| Tánger Rabat Casablanca Fez Marrakech Agadir |                       |                           |                    |
| Tánger Rabat Casablanca Fez Marrakech Agadir | Agadir                | Marrakech                 | Fez                |
| Tánger Rabat Casablanca Fez Marrakech Agadir | Estadio Adrar         | Estadio de Marrakech      | Estadio de Fez     |
| Tánger Rabat Casablanca Fez Marrakech Agadir | Capacidad: 45 480     | Capacidad: 45 240         | Capacidad: 45 000  |
| Tánger Rabat Casablanca Fez Marrakech Agadir |                       |                           |                    |
| Tánger Rabat Casablanca Fez Marrakech Agadir | Rabat                 |                           |                    |
| Tánger Rabat Casablanca Fez Marrakech Agadir | Estadio Moulay Hassan | Estadio Olímpico de Rabat | Estadio Al Barid   |
| Tánger Rabat Casablanca Fez Marrakech Agadir | Capacidad: 22 000     | Capacidad: 21 000         | Capacidad: 18 000  |
| Tánger Rabat Casablanca Fez Marrakech Agadir |                       |                           |                    |

## Equipos participantes
| Equipos participantes | Equipos participantes | Equipos participantes | Equipos participantes |
| --------------------- | --------------------- | --------------------- | --------------------- |
| Angola                | Comoras               | Marruecos             | Sudán                 |
| Argelia               | Costa de Marfil       | Mozambique            | Tanzania              |
| Benín                 | Egipto                | Nigeria               | Túnez                 |
| Botsuana              | Gabón                 | R.D. Congo            | Uganda                |
| Burkina Faso          | Guinea Ecuatorial     | Senegal               | Zambia                |
| Camerún               | Malí                  | Sudáfrica             | Zimbabue              |

### Sorteo
El sorteo se realizó el 27 de enero de 2025 en el Teatro Nacional Mohamed V, ubicado en Rabat, Marruecos.
| Bombo 1                                                              | Bombo 2                                            | Bombo 3                                            | Bombo 4                                             |
| -------------------------------------------------------------------- | -------------------------------------------------- | -------------------------------------------------- | --------------------------------------------------- |
| Marruecos (anfitrión) Senegal Egipto Argelia Nigeria Costa de Marfil | Camerún Malí Túnez Sudáfrica RD Congo Burkina Faso | Gabón Angola Zambia Uganda Guinea Ecuatorial Benín | Mozambique Comoras Tanzania Sudán Zimbabue Botsuana |

## Fase de grupos
- Las horas indicadas en los partidos corresponden al huso horario local de Marruecos: (UTC±1).

Criterios de desempate
Los equipos se clasificaron basándose en puntos (3 puntos por una victoria, un punto por un empate, 0 puntos por una derrota) y, si estaban empatados, se aplicaban los siguientes criterios de desempate, en el orden dado, para determinar las clasificaciones (artículo 74 del Reglamento):
1. Puntos en partidos directos;
2. Gol diferencia en partidos directos;
3. Goles anotados en partidos directos;
4. Si más de dos equipos estaban empatados, y después de aplicar todos los criterios previos, existía todavía empate, todos los criterios anteriores se aplicaban exclusivamente al subconjunto de equipos que se encontraban empatados;
5. Gol diferencia en todos los partidos del grupo;
6. Goles anotados en todos los partidos del grupo;
7. Sorteo.

     – Clasificados para los Octavos de final. 
     – Clasificados como uno de los cuatro mejores terceros.

### Grupo A
| Equipo    | Pts | PJ | PG | PE | PP | GF | GC | Dif |
| --------- | --- | -- | -- | -- | -- | -- | -- | --- |
| Marruecos | 0   | 0  | 0  | 0  | 0  | 0  | 0  | 0   |
| Malí      | 0   | 0  | 0  | 0  | 0  | 0  | 0  | 0   |
| Zambia    | 0   | 0  | 0  | 0  | 0  | 0  | 0  | 0   |
| Comoras   | 0   | 0  | 0  | 0  | 0  | 0  | 0  | 0   |

| 21 de diciembre de 2025 | Marruecos | Partido 1 | Comoras | Estadio Moulay Abdellah, Rabat |  |
|                         |           |           |         | Árbitro(s): [[]]               |  |

| 22 de diciembre de 2025 | Malí | Partido 2 | Zambia | Estadio Mohammed V, Casablanca |  |
|                         |      |           |        | Árbitro(s): [[]]               |  |

| 26 de diciembre de 2025 | Marruecos | Partido 13 | Malí | Estadio Moulay Abdellah, Rabat |  |
|                         |           |            |      | Árbitro(s): [[]]               |  |

| 26 de diciembre de 2025 | Zambia | Partido 14 | Comoras | Estadio Mohammed V, Casablanca |  |
|                         |        |            |         | Árbitro(s): [[]]               |  |

| 29 de diciembre de 2025 | Zambia | Partido 26 | Marruecos | Estadio Moulay Abdellah, Rabat |  |
|                         |        |            |           | Árbitro(s): [[]]               |  |

| 29 de diciembre de 2025 | Comoras | Partido 28 | Malí | Estadio Mohammed V, Casablanca |  |
|                         |         |            |      | Árbitro(s): [[]]               |  |

### Grupo B
| Equipo    | Pts | PJ | PG | PE | PP | GF | GC | Dif |
| --------- | --- | -- | -- | -- | -- | -- | -- | --- |
| Egipto    | 0   | 0  | 0  | 0  | 0  | 0  | 0  | 0   |
| Sudáfrica | 0   | 0  | 0  | 0  | 0  | 0  | 0  | 0   |
| Angola    | 0   | 0  | 0  | 0  | 0  | 0  | 0  | 0   |
| Zimbabue  | 0   | 0  | 0  | 0  | 0  | 0  | 0  | 0   |

| 22 de diciembre de 2025 | Egipto | Partido 4 | Zimbabue | Estadio de Agadir, Agadir |  |
|                         |        |           |          | Árbitro(s): [[]]          |  |

| 22 de diciembre de 2025 | Sudáfrica | Partido 3 | Angola | Estadio de Marrakech, Marrakech |  |
|                         |           |           |        | Árbitro(s): [[]]                |  |

| 26 de diciembre de 2025 | Egipto | Partido 15 | Sudáfrica | Estadio de Agadir, Agadir |  |
|                         |        |            |           | Árbitro(s): [[]]          |  |

| 26 de diciembre de 2025 | Angola | Partido 16 | Zimbabue | Estadio de Marrakech, Marrakech |  |
|                         |        |            |          | Árbitro(s): [[]]                |  |

| 29 de diciembre de 2025 | Angola | Partido 25 | Egipto | Estadio de Agadir, Agadir |  |
|                         |        |            |        | Árbitro(s): [[]]          |  |

| 29 de diciembre de 2025 | Zimbabue | Partido 27 | Sudáfrica | Estadio de Marrakech, Marrakech |  |
|                         |          |            |           | Árbitro(s): [[]]                |  |

### Grupo C
| Equipo   | Pts | PJ | PG | PE | PP | GF | GC | Dif |
| -------- | --- | -- | -- | -- | -- | -- | -- | --- |
| Nigeria  | 0   | 0  | 0  | 0  | 0  | 0  | 0  | 0   |
| Túnez    | 0   | 0  | 0  | 0  | 0  | 0  | 0  | 0   |
| Uganda   | 0   | 0  | 0  | 0  | 0  | 0  | 0  | 0   |
| Tanzania | 0   | 0  | 0  | 0  | 0  | 0  | 0  | 0   |

| 23 de diciembre de 2025 | Nigeria | Partido 8 | Tanzania | Estadio de Fez, Fez |  |
|                         |         |           |          | Árbitro(s): [[]]    |  |

| 23 de diciembre de 2025 | Túnez | Partido 6 | Uganda | Estadio Príncipe Moulay Abdellah, Rabat |  |
|                         |       |           |        | Árbitro(s): [[]]                        |  |

| 27 de diciembre de 2025 | Nigeria | Partido 18 | Túnez | Estadio de Fez, Fez |  |
|                         |         |            |       | Árbitro(s): [[]]    |  |

| 27 de diciembre de 2025 | Uganda | Partido 17 | Tanzania | Estadio Al Barid, Rabat |  |
|                         |        |            |          | Árbitro(s): [[]]        |  |

| 30 de diciembre de 2025 | Uganda | Partido 29 | Nigeria | Estadio de Fez, Fez |  |
|                         |        |            |         | Árbitro(s): [[]]    |  |

| 30 de diciembre de 2025 | Tanzania | Partido 31 | Túnez | Estadio Príncipe Moulay Abdellah, Rabat |  |
|                         |          |            |       | Árbitro(s): [[]]                        |  |

### Grupo D
| Equipo                          | Pts | PJ | PG | PE | PP | GF | GC | Dif |
| ------------------------------- | --- | -- | -- | -- | -- | -- | -- | --- |
| Senegal                         | 0   | 0  | 0  | 0  | 0  | 0  | 0  | 0   |
| República Democrática del Congo | 0   | 0  | 0  | 0  | 0  | 0  | 0  | 0   |
| Benín                           | 0   | 0  | 0  | 0  | 0  | 0  | 0  | 0   |
| Botsuana                        | 0   | 0  | 0  | 0  | 0  | 0  | 0  | 0   |

| 23 de diciembre de 2025 | Senegal | Partido 5 | Botsuana | Estadio de Tánger, Tánger |  |
|                         |         |           |          | Árbitro(s): [[]]          |  |

| 23 de diciembre de 2025 | República Democrática del Congo | Partido 7 | Benín | Estadio Al Barid, Rabat |  |
|                         |                                 |           |       | Árbitro(s): [[]]        |  |

| 27 de diciembre de 2025 | Senegal | Partido 20 | República Democrática del Congo | Estadio de Tánger, Tánger |  |
|                         |         |            |                                 | Árbitro(s): [[]]          |  |

| 27 de diciembre de 2025 | Benín | Partido 19 | Botsuana | Estadio Príncipe Moulay Abdellah, Rabat |  |
|                         |       |            |          | Árbitro(s): [[]]                        |  |

| 30 de diciembre de 2025 | Benín | Partido 32 | Senegal | Estadio de Tánger, Tánger |  |
|                         |       |            |         | Árbitro(s): [[]]          |  |

| 30 de diciembre de 2025 | Botsuana | Partido 30 | República Democrática del Congo | Estadio Al Barid, Rabat |  |
|                         |          |            |                                 | Árbitro(s): [[]]        |  |

### Grupo E
| Equipo            | Pts | PJ | PG | PE | PP | GF | GC | Dif |
| ----------------- | --- | -- | -- | -- | -- | -- | -- | --- |
| Argelia           | 0   | 0  | 0  | 0  | 0  | 0  | 0  | 0   |
| Burkina Faso      | 0   | 0  | 0  | 0  | 0  | 0  | 0  | 0   |
| Guinea Ecuatorial | 0   | 0  | 0  | 0  | 0  | 0  | 0  | 0   |
| Sudán             | 0   | 0  | 0  | 0  | 0  | 0  | 0  | 0   |

| 24 de diciembre de 2025 | Argelia | Partido 9 | Sudán | Estadio Moulay Hassan, Rabat |  |
|                         |         |           |       | Árbitro(s): [[]]             |  |

| 24 de diciembre de 2025 | Burkina Faso | Partido 12 | Guinea Ecuatorial | Estadio Mohammed V, Casablanca |  |
|                         |              |            |                   | Árbitro(s): [[]]               |  |

| 28 de diciembre de 2025 | Argelia | Partido 24 | Burkina Faso | Estadio Moulay Hassan, Rabat |  |
|                         |         |            |              | Árbitro(s): [[]]             |  |

| 28 de diciembre de 2025 | Guinea Ecuatorial | Partido 23 | Sudán | Estadio Mohammed V, Casablanca |  |
|                         |                   |            |       | Árbitro(s): [[]]               |  |

| 31 de diciembre de 2025 | Guinea Ecuatorial | Partido 33 | Argelia | Estadio Moulay Hassan, Rabat |  |
|                         |                   |            |         | Árbitro(s): [[]]             |  |

| 31 de diciembre de 2025 | Sudán | Partido 34 | Burkina Faso | Estadio Mohammed V, Casablanca |  |
|                         |       |            |              | Árbitro(s): [[]]               |  |

### Grupo F
| Equipo          | Pts | PJ | PG | PE | PP | GF | GC | Dif |
| --------------- | --- | -- | -- | -- | -- | -- | -- | --- |
| Costa de Marfil | 0   | 0  | 0  | 0  | 0  | 0  | 0  | 0   |
| Camerún         | 0   | 0  | 0  | 0  | 0  | 0  | 0  | 0   |
| Gabón           | 0   | 0  | 0  | 0  | 0  | 0  | 0  | 0   |
| Mozambique      | 0   | 0  | 0  | 0  | 0  | 0  | 0  | 0   |

| 24 de diciembre de 2025 | Costa de Marfil | Partido 10 | Mozambique | Estadio de Marrakech, Marrakech |  |
|                         |                 |            |            | Árbitro(s): [[]]                |  |

| 24 de diciembre de 2025 | Camerún | Partido 11 | Gabón | Estadio de Agadir, Agadir |  |
|                         |         |            |       | Árbitro(s): [[]]          |  |

| 28 de diciembre de 2025 | Costa de Marfil | Partido 22 | Camerún | Estadio de Marrakech, Marrakech |  |
|                         |                 |            |         | Árbitro(s): [[]]                |  |

| 28 de diciembre de 2025 | Gabón | Partido 21 | Mozambique | Estadio de Agadir, Agadir |  |
|                         |       |            |            | Árbitro(s): [[]]          |  |

| 31 de diciembre de 2025 | Gabón | Partido 35 | Costa de Marfil | Estadio de Marrakech, Marrakech |  |
|                         |       |            |                 | Árbitro(s): [[]]                |  |

| 31 de diciembre de 2025 | Mozambique | Partido 36 | Camerún | Estadio de Agadir, Agadir |  |
|                         |            |            |         | Árbitro(s): [[]]          |  |

### Mejores terceros
| Equipo       | Grupo | Pts | PJ | PG | PE | PP | GF | GC | Dif |
| ------------ | ----- | --- | -- | -- | -- | -- | -- | -- | --- |
| Bandera de ? | A     | 0   | 0  | 0  | 0  | 0  | 0  | 0  | 0   |
| Bandera de ? | B     | 0   | 0  | 0  | 0  | 0  | 0  | 0  | 0   |
| Bandera de ? | C     | 0   | 0  | 0  | 0  | 0  | 0  | 0  | 0   |
| Bandera de ? | D     | 0   | 0  | 0  | 0  | 0  | 0  | 0  | 0   |
| Bandera de ? | E     | 0   | 0  | 0  | 0  | 0  | 0  | 0  | 0   |
| Bandera de ? | F     | 0   | 0  | 0  | 0  | 0  | 0  | 0  | 0   |

## Fase eliminatoria

### Cuadro de desarrollo
|  | Octavos de final        | Octavos de final        |                      |  | Cuartos de final             | Cuartos de final             |  |  | Semifinales | Semifinales |  |  | Final | Final |
|  |                         |                         |                      |  |                              |                              |  |  |             |             |  |  |       |       |
|  | 3 de enero – Casablanca |                         |                      |  |                              |                              |  |  |             |             |  |  |       |       |
|  |                         |                         |                      |  |                              |                              |  |  |             |             |  |  |       |       |
|  | 2A                      |                         |                      |  |                              |                              |  |  |             |             |  |  |       |       |
|  | 9 de enero – Tánger     |                         |                      |  |                              |                              |  |  |             |             |  |  |       |       |
|  | 2C                      |                         |                      |  |                              |                              |  |  |             |             |  |  |       |       |
|  | Bandera de ?            |                         |                      |  |                              |                              |  |  |             |             |  |  |       |       |
|  | 3 de enero – Tánger     |                         |                      |  |                              |                              |  |  |             |             |  |  |       |       |
|  |                         | Bandera de ?            |                      |  |                              |                              |  |  |             |             |  |  |       |       |
|  | 1D                      |                         |                      |  |                              |                              |  |  |             |             |  |  |       |       |
|  |                         |                         | 14 de enero – Tánger |  |                              |                              |  |  |             |             |  |  |       |       |
|  | 3B/E/F                  |                         |                      |  |                              |                              |  |  |             |             |  |  |       |       |
|  | Bandera de ?            |                         |                      |  |                              |                              |  |  |             |             |  |  |       |       |
|  | 5 de enero – Agadir     |                         |                      |  |                              |                              |  |  |             |             |  |  |       |       |
|  |                         | Bandera de ?            |                      |  |                              |                              |  |  |             |             |  |  |       |       |
|  | 1B                      |                         |                      |  |                              |                              |  |  |             |             |  |  |       |       |
|  | 10 de enero – Agadir    |                         |                      |  |                              |                              |  |  |             |             |  |  |       |       |
|  | 3A/C/D                  |                         |                      |  |                              |                              |  |  |             |             |  |  |       |       |
|  | Bandera de ?            |                         |                      |  |                              |                              |  |  |             |             |  |  |       |       |
|  | 6 de enero – Marrakech  |                         |                      |  |                              |                              |  |  |             |             |  |  |       |       |
|  |                         | Bandera de ?            |                      |  |                              |                              |  |  |             |             |  |  |       |       |
|  | 1F                      |                         |                      |  |                              |                              |  |  |             |             |  |  |       |       |
|  |                         |                         | 18 de enero – Rabat  |  |                              |                              |  |  |             |             |  |  |       |       |
|  | 2E                      |                         |                      |  |                              |                              |  |  |             |             |  |  |       |       |
|  | Bandera de ?            |                         |                      |  |                              |                              |  |  |             |             |  |  |       |       |
|  | 4 de enero – Rabat      |                         |                      |  |                              |                              |  |  |             |             |  |  |       |       |
|  |                         | Bandera de ?            |                      |  |                              |                              |  |  |             |             |  |  |       |       |
|  | 2B                      |                         |                      |  |                              |                              |  |  |             |             |  |  |       |       |
|  | 9 de enero – Rabat      |                         |                      |  |                              |                              |  |  |             |             |  |  |       |       |
|  | 2F                      |                         |                      |  |                              |                              |  |  |             |             |  |  |       |       |
|  | Bandera de ?            |                         |                      |  |                              |                              |  |  |             |             |  |  |       |       |
|  | 4 de enero – Rabat      |                         |                      |  |                              |                              |  |  |             |             |  |  |       |       |
|  |                         | Bandera de ?            |                      |  |                              |                              |  |  |             |             |  |  |       |       |
|  | 1A                      |                         |                      |  |                              |                              |  |  |             |             |  |  |       |       |
|  |                         |                         | 14 de enero Rabat    |  |                              |                              |  |  |             |             |  |  |       |       |
|  | 3C/D/E                  |                         |                      |  |                              |                              |  |  |             |             |  |  |       |       |
|  | Bandera de ?            |                         |                      |  |                              |                              |  |  |             |             |  |  |       |       |
|  | 6 de enero – Rabat      |                         |                      |  |                              |                              |  |  |             |             |  |  |       |       |
|  |                         | Bandera de ?            |                      |  | Partido por el tercer puesto | Partido por el tercer puesto |  |  |             |             |  |  |       |       |
|  | 1E                      | Bandera de ?            |                      |  | Partido por el tercer puesto | Partido por el tercer puesto |  |  |             |             |  |  |       |       |
|  | 10 de enero – Marrakech | 10 de enero – Marrakech |                      |  | 17 de enero – Casablanca     | 17 de enero – Casablanca     |  |  |             |             |  |  |       |       |
|  | 10 de enero – Marrakech | 10 de enero – Marrakech | 2D                   |  | 17 de enero – Casablanca     | 17 de enero – Casablanca     |  |  |             |             |  |  |       |       |
|  | Bandera de ?            |                         | Bandera de ?         |  |                              |                              |  |  |             |             |  |  |       |       |
|  | Bandera de ?            | 5 de enero – Fez        | Bandera de ?         |  |                              |                              |  |  |             |             |  |  |       |       |
|  |                         | Bandera de ?            |                      |  | Bandera de ?                 |                              |  |  |             |             |  |  |       |       |
|  | 1C                      | Bandera de ?            |                      |  | Bandera de ?                 |                              |  |  |             |             |  |  |       |       |
|  |                         |                         |                      |  |                              |                              |  |  |             |             |  |  |       |       |
|  | 3A/B/F                  |                         |                      |  |                              |                              |  |  |             |             |  |  |       |       |
|  |                         |                         |                      |  |                              |                              |  |  |             |             |  |  |       |       |

- Los horarios corresponden al huso horario local de Marruecos: (UTC±1).

### Octavos de final
| 3 de enero de 2026 | 1D | Partido 37 | 3B/E/F | Estadio de Tánger, Tánger |  |
|                    |    |            |        | Árbitro(s): [[]]          |  |

| 3 de enero de 2026 | 2A | Partido 38 | 2C | Estadio Mohammed V, Casablanca |  |
|                    |    |            |    | Árbitro(s): [[]]               |  |

| 4 de enero de 2026 | 1A | Partido 39 | 3C/D/E | Estadio Moulay Abdellah, Rabat |  |
|                    |    |            |        | Árbitro(s): [[]]               |  |

| 4 de enero de 2026 | 2B | Partido 40 | 2F | Estadio Al Barid, Rabat |  |
|                    |    |            |    | Árbitro(s): [[]]        |  |

| 5 de enero de 2026 | 1B | Partido 41 | 3A/C/D | Estadio de Agadir, Agadir |  |
|                    |    |            |        | Árbitro(s): [[]]          |  |

| 5 de enero de 2026 | 1C | Partido 42 | 3A/B/F | Estadio de Fez, Fez |  |
|                    |    |            |        | Árbitro(s): [[]]    |  |

| 6 de enero de 2026 | 1E | Partido 43 | 2D | Estadio Moulay Hassan, Rabat |  |
|                    |    |            |    | Árbitro(s): [[]]             |  |

| 6 de enero de 2026 | 1F | Partido 44 | 2E | Estadio de Marrakech, Marrakech |  |
|                    |    |            |    | Árbitro(s): [[]]                |  |

### Cuartos de final
| 9 de enero de 2026 | ? | Partido 45 | ? | Estadio de Tánger, Tánger |  |
|                    |   |            |   | Árbitro(s): [[]]          |  |

| 9 de enero de 2026 | ? | Partido 46 | ? | Estadio Moulay Abdellah, Rabat |  |
|                    |   |            |   | Árbitro(s): [[]]               |  |

| 10 de enero de 2026 | ? | Partido 47 | ? | Estadio de Marrakech, Marrakech |  |
|                     |   |            |   | Árbitro(s): [[]]                |  |

| 10 de enero de 2026 | ? | Partido 48 | ? | Estadio de Agadir, Agadir |  |
|                     |   |            |   | Árbitro(s): [[]]          |  |

### Semifinales
| 14 de enero de 2026 | ? | Partido 49 | ? | Estadio de Tánger, Tánger |  |
|                     |   |            |   | Árbitro(s): [[]]          |  |

| 14 de enero de 2026 | ? | Partido 50 | ? | Estadio Moulay Abdellah, Rabat |  |
|                     |   |            |   | Árbitro(s): [[]]               |  |

### Definición del tercer puesto
| 17 de enero de 2026 | ? | Partido 51 | ? | Estadio Mohammed V, Casablanca |  |
|                     |   |            |   | Árbitro(s): [[]]               |  |

### Final
| 18 de enero de 2026 | ? | Partido 52 | ? | Estadio Moulay Abdellah, Rabat |  |
|                     |   |            |   | Árbitro(s): [[]]               |  |

|                                |
| Bandera de ?                   |
| Campeón Por definir ?.º título |